# The Eye (2008)
The Eye is een Amerikaanse horrorfilm uit 2008 onder regie van David Moreau en Xavier Palud. De productie is een nieuwe versie van de Hongkongse horrorfilm Gin gwai (2002).

## Verhaal
Sydney Wells werd op haar vijfde blind door een ongeluk met vuurwerk. Nu staat ze op het punt een hoornvliestransplantatie te ondergaan die haar zicht kan herstellen. Hoewel ze zich prima heeft aangepast aan haar handicap en zich goed zelfstandig kan redden in de wereld, kijkt ze ernaar uit om allerlei dingen te zien.
Wanneer Sydney bijkomt uit haar narcose en de dokter het verband voor haar ogen verwijdert, ziet ze in eerste instantie alleen wazige impressies van de buitenwereld. Dat moet nog bijtrekken. De dokter voorspelt een grotere aanpassing in het leren verwerken van allerlei nieuwe impressies die ze voorheen als blinde vrouw niet kende. Daarvoor zal ze begeleid worden door revalidatiearts Paul Faulkner.
Hoe meer Sydneys zicht verbetert, hoe meer ze dingen begint te zien die er in realiteit niet zijn. Ze ziet gebeurtenissen die nog moeten plaatsvinden en geesten van overleden mensen, een gave die ze blijkt te hebben geërfd van haar Mexicaanse orgaandonor Ana Cristina Martinez. Zij heeft zich opgehangen nadat haar bijgelovige dorpsgenoten haar massaal tot heks bestempelden. Sydney raakt ervan overtuigd dat ze iets moet afmaken waar Martinez' gaven haar voor waarschuwen. Faulkner verkeert tegelijkertijd in de overtuiging dat Sydneys beelden ontstaan doordat haar hersenen zich nog moeten aanpassen aan het binnenkrijgen van impulsen die er voorheen niet waren.

## Rolverdeling
- Jessica Alba: Sydney Wells
- Parker Posey: Helen Wells
- Alessandro Nivola: Paul Faulkner
- Fernanda Romero: Ana Cristina Martinez
- Rade Šerbedžija: Simon McCullough
- Rachel Ticotin: Rosa Martinez
- Obba Babatundé: Dr. Haskins
- Chloë Grace Moretz: Alicia